# Fermín de Ezpeleta Enrile
Fermín de Ezpeleta Enrile (castellà: Fermín de Ezpeleta)  (Pamplona, 12 de desembre de 1801 - Madrid, 21 de maig de 1869) va ser un militar i polític navarrès, senador i ministre durant el regnat d'Isabel II d'Espanya.

## Biografia
Fill de José de Ezpeleta y Veira de Galdeano, nebot de Pascual Enrile y Alcedo i germà de José María i Joaquín, també polítics i militars, i de María Concepción Ezpeleta Enrile, que es va casar amb Pedro Agustín Girón, I duc d'Ahumada. Va ser per tant, oncle de Francisco Javier Girón, fundador de la Guàrdia Civil.
Va ser Capità General d'Andalusia després de la Primera Guerra Carlista i senador vitalici des de 1853. Va ser, entre gener i juny de 1858,  ministre de la Guerra en el tercer govern de Francisco Javier de Istúriz.